# Forse un mattino andando in un'aria di vetro
Forse un mattino andando in un'aria di vetro è una poesia di Eugenio Montale pubblicata nell'omonima sezione della raccolta Ossi di seppia nel 1925.